# 仙台市立泉ケ丘小学校
仙台市立泉ケ丘小学校（せんだいしりつ いずみがおかしょうがっこう）は、宮城県仙台市泉区にある公立小学校である。

## 概要
泉ヶ丘団地の人口増に伴い、将監小学校のマンモス化の解消を目的として、泉ケ丘小学校が開校した。

## 沿革
- 1979年（昭和54年）
  - 4月1日 - 当時の泉市立将監小学校より分離して泉市立泉ケ丘小学校が開校。
  - 4月20日 - 校章と校旗制定[1]。
- 1988年（昭和63年）3月1日 - 仙台市立泉ヶ丘小学校に名称変更。

## 通学区域
出典
- 明通一丁目
- 明通二丁目
- 明通三丁目
- 明通四丁目
- 泉ケ丘一丁目
- 泉ケ丘二丁目
- 泉ケ丘三丁目
- 泉ケ丘四丁目
- 泉ケ丘五丁目
- 大沢一丁目
- 大沢二丁目
- 大沢三丁目
- 七北田（字大沢、字大沢相ノ沢、字大沢明通、字大沢大谷、字大沢柏（48～66、68～76、80～107、111～116、120、121、123番地を除く）、字大沢上蛇石、字大沢上前の一部、字大沢木戸（50番地の一部を除く）、字大沢黒崎、字大沢小松、字大沢大ケ沢、字大沢鳥谷ケ沢、字大沢銅谷、字大沢中才、字大沢中沢、字大沢日焼（83、84番地を除く）、字大沢丸山、字大沢向原の一部、字大沢杢田）

## 進学先中学校
出典
- 仙台市立将監東中学校

## 周辺
- 明通4丁目公園
  - 「明通4丁目公園」以外の公園も点在。
- 仙台市泉ケ丘児童センター
- 阿部蒲鉾泉工場
- 河北新報印刷工場
- 国分仙台総合センター
- 泉パークタウンゴルフ倶楽部
- なお、本校の西側と南側には上記企業以外の工場などが、東側と北側にはマンション・アパートなどの住宅街などが、それぞれ広がっている。
- また、本校の北側には、仙台市と富谷市・大和町との市町境線も近い。

## アクセス
- 宮城交通バス「泉ヶ丘大富線」・「南富谷サニーT線」・「泉・富谷線」で、「泉ヶ丘西」停留所より、市道T字路交差点付近の正門まで、徒歩約425m・約6分。
- なお、宮城交通バス「泉パークタウン線」・「将監パークタウン線」の「明通三丁目中央」停留所から学校敷地までは最短で約250mだが、学校正門までは、校地南側を大きく回る必要があるため、遠回りとなる。